# 슬래커 (영화)
슬래커(Slacker)는 미국에서 제작된 리처드 링클레이터 감독의 1991년 드라마 영화이다. 리처드 링클레이터 등이 주연으로 출연하였고 리처드 링클레이터 등이 제작에 참여하였다.

## 출연

### 주연
- 리처드 링클레이터

### 조연
- 마크 제임스

## 제작진
- 미술: 데보라 패스터

## 같이 보기
- 저예산 영화
- 하이퍼링크 시네마